# Indian Wells Open 2019 - Qualificazioni singolare maschile
Le qualificazioni del singolare maschile dell'Indian Wells Open 2019 sono state un torneo di tennis preliminare per accedere alla fase finale della manifestazione. I vincitori dell'ultimo turno sono entrati di diritto nel tabellone principale. In caso di ritiro di uno o più giocatori aventi diritto a questi sono subentrati i lucky loser, ossia i giocatori che hanno perso nell'ultimo turno ma che avevano una classifica più alta rispetto agli altri partecipanti che avevano comunque perso nel turno finale.

## Teste di serie
1. Radu Albot (qualificato)
2. Juan Ignacio Londero (primo turno)
3. Ugo Humbert (qualificato)
4. Bernard Tomić (primo turno)
5. Thomas Fabbiano (primo turno)
6. Lloyd Harris (primo turno)
7. Casper Ruud (primo turno)
8. Ričardas Berankis (ultimo turno, Lucky loser)
9. Prajnesh Gunneswaran (qualificato)
10. Daniel Evans (qualificato)
11. Denis Istomin (qualificato)
12. Andrey Rublev (ultimo turno, Lucky loser)

1. Paolo Lorenzi (primo turno, ritirato)
2. Marco Trungelliti (primo turno)
3. Filip Krajinović (qualificato)
4. Jozef Kovalík (primo turno)
5. Elias Ymer (qualificato)
6. Yannick Maden (primo turno)
7. Evgeny Donskoy (primo turno)
8. Henri Laaksonen (primo turno)
9. Alex Bolt (qualificato)
10. Peter Polansky (primo turno)
11. Bjorn Fratangelo (qualificato)
12. Miomir Kecmanović (ultimo turno, Lucky loser)

## Qualificati
1. Radu Albot
2. Elias Ymer
3. Ugo Humbert
4. Alexei Popyrin
5. Marcos Giron
6. Alex Bolt

1. Tatsuma Itō
2. Filip Krajinović
3. Prajnesh Gunneswaran
4. Daniel Evans
5. Denis Istomin
6. Bjorn Fratangelo

### Lucky loser
1. Ričardas Berankis
2. Andrey Rublev

1. Miomir Kecmanović

## Tabellone

### Legenda
| - Q = Qualificato - WC = Wild card - LL = Lucky loser | - ALT = Alternate - SE = Special Exempt - PR = Protected Ranking | - w/o = Walkover - r = Ritirato - d = Squalificato |

### Sezione 1
|  | Primo turno | Primo turno      | Primo turno      | Primo turno | Primo turno |  |  | Ultimo turno | Ultimo turno | Ultimo turno | Ultimo turno | Ultimo turno |  |
|  |             |                  |                  |             |             |  |  |              |              |              |              |              |  |
|  | 1           | Radu Albot       | Radu Albot       | 6           | 6           |  |  |              |              |              |              |              |  |
|  |             | Mitchell Krueger | Mitchell Krueger | 1           | 4           |  |  | 1            | Radu Albot   | Radu Albot   | 7            | 7            |  |
|  |             | Lukáš Lacko      | 6                | 65          | 7           |  |  |              | Lukáš Lacko  | Lukáš Lacko  | 64           | 62           |  |
|  | 22          | Peter Polansky   | 4                | 7           | 63          |  |  |              |              |              |              |              |  |

### Sezione 2
|  | Primo turno | Primo turno          | Primo turno          | Primo turno | Primo turno |  |  | Ultimo turno | Ultimo turno       | Ultimo turno | Ultimo turno | Ultimo turno |  |
|  |             |                      |                      |             |             |  |  |              |                    |              |              |              |  |
|  | 2           | Juan Ignacio Londero | Juan Ignacio Londero | 3           | 67          |  |  |              |                    |              |              |              |  |
|  | WC          | Christian Harrison   | Christian Harrison   | 6           | 7           |  |  | WC           | Christian Harrison | 7            | 4            | 2            |  |
|  |             | Darian King          | 6                    | 1           | 2           |  |  | 17           | Elias Ymer         | 63           | 6            | 6            |  |
|  | 17          | Elias Ymer           | 1                    | 6           | 6           |  |  |              |                    |              |              |              |  |

### Sezione 3
|  | Primo turno | Primo turno       | Primo turno       | Primo turno | Primo turno |  |  | Ultimo turno | Ultimo turno      | Ultimo turno      | Ultimo turno | Ultimo turno |  |
|  |             |                   |                   |             |             |  |  |              |                   |                   |              |              |  |
|  | 3           | Ugo Humbert       | Ugo Humbert       | 6           | 6           |  |  |              |                   |                   |              |              |  |
|  |             | Jürgen Zopp       | Jürgen Zopp       | 3           | 1           |  |  | 3            | Ugo Humbert       | Ugo Humbert       | 7            | 7            |  |
|  | WC          | Jeffrey John Wolf | Jeffrey John Wolf | 6           | 6           |  |  | WC           | Jeffrey John Wolf | Jeffrey John Wolf | 5            | 5            |  |
|  | 14          | Marco Trungelliti | Marco Trungelliti | 4           | 1           |  |  |              |                   |                   |              |              |  |

### Sezione 4
|  | Primo turno | Primo turno    | Primo turno    | Primo turno | Primo turno |  |  | Ultimo turno | Ultimo turno   | Ultimo turno   | Ultimo turno | Ultimo turno |  |
|  |             |                |                |             |             |  |  |              |                |                |              |              |  |
|  | 4           | Bernard Tomić  | 65             | 6           | 3           |  |  |              |                |                |              |              |  |
|  |             | Lukáš Rosol    | 7              | 2           | 6           |  |  |              | Lukáš Rosol    | Lukáš Rosol    | 5            | 3            |  |
|  |             | Alexei Popyrin | Alexei Popyrin | 6           | 6           |  |  |              | Alexei Popyrin | Alexei Popyrin | 7            | 6            |  |
|  | 16          | Jozef Kovalík  | Jozef Kovalík  | 3           | 3           |  |  |              |                |                |              |              |  |

### Sezione 5
|  | Primo turno | Primo turno       | Primo turno       | Primo turno | Primo turno |  |  | Ultimo turno | Ultimo turno      | Ultimo turno | Ultimo turno | Ultimo turno |  |
|  |             |                   |                   |             |             |  |  |              |                   |              |              |              |  |
|  | 5           | Thomas Fabbiano   | 3                 | 6           | 4           |  |  |              |                   |              |              |              |  |
|  | WC          | Marcos Giron      | 6                 | 2           | 6           |  |  | WC           | Marcos Giron      | 63           | 7            | 7            |  |
|  |             | Luca Vanni        | Luca Vanni        | 3           | 2           |  |  | 24           | Miomir Kecmanović | 7            | 5            | 64           |  |
|  | 24          | Miomir Kecmanović | Miomir Kecmanović | 6           | 6           |  |  |              |                   |              |              |              |  |

### Sezione 6
|  | Primo turno | Primo turno         | Primo turno         | Primo turno | Primo turno |  |  | Ultimo turno | Ultimo turno        | Ultimo turno        | Ultimo turno | Ultimo turno |  |
|  |             |                     |                     |             |             |  |  |              |                     |                     |              |              |  |
|  | 6           | Lloyd Harris        | Lloyd Harris        | 5           | 5           |  |  |              |                     |                     |              |              |  |
|  |             | Christopher Eubanks | Christopher Eubanks | 7           | 7           |  |  |              | Christopher Eubanks | Christopher Eubanks | 63           | 64           |  |
|  |             | Gianluigi Quinzi    | Gianluigi Quinzi    | 4           | 5           |  |  | 21           | Alex Bolt           | Alex Bolt           | 7            | 7            |  |
|  | 21          | Alex Bolt           | Alex Bolt           | 6           | 7           |  |  |              |                     |                     |              |              |  |

### Sezione 7
|  | Primo turno | Primo turno     | Primo turno     | Primo turno | Primo turno |  |  | Ultimo turno | Ultimo turno | Ultimo turno | Ultimo turno | Ultimo turno |  |
|  |             |                 |                 |             |             |  |  |              |              |              |              |              |  |
|  | 7           | Casper Ruud     | 7               | 1           | 4           |  |  |              |              |              |              |              |  |
|  |             | Tatsuma Itō     | 63              | 6           | 6           |  |  |              | Tatsuma Itō  | Tatsuma Itō  | 7            | 6            |  |
|  | WC          | JC Aragone      | JC Aragone      | 6           | 6           |  |  | WC           | JC Aragone   | JC Aragone   | 6            | 3            |  |
|  | 20          | Henri Laaksonen | Henri Laaksonen | 2           | 2           |  |  |              |              |              |              |              |  |

### Sezione 8
|  | Primo turno | Primo turno         | Primo turno         | Primo turno | Primo turno |  |  | Ultimo turno | Ultimo turno      | Ultimo turno      | Ultimo turno | Ultimo turno |  |
|  |             |                     |                     |             |             |  |  |              |                   |                   |              |              |  |
|  | 8           | Ričardas Berankis   | 6                   | 64          | 6           |  |  |              |                   |                   |              |              |  |
|  |             | Yasutaka Uchiyama   | 4                   | 7           | 2           |  |  | 8            | Ričardas Berankis | Ričardas Berankis | 3            | 5            |  |
|  |             | Ramkumar Ramanathan | Ramkumar Ramanathan | 4           | 0           |  |  | 15           | Filip Krajinović  | Filip Krajinović  | 6            | 7            |  |
|  | 15          | Filip Krajinović    | Filip Krajinović    | 6           | 6           |  |  |              |                   |                   |              |              |  |

### Sezione 9
|  | Primo turno | Primo turno          | Primo turno          | Primo turno | Primo turno |  |  | Ultimo turno | Ultimo turno         | Ultimo turno | Ultimo turno | Ultimo turno |  |
|  |             |                      |                      |             |             |  |  |              |                      |              |              |              |  |
|  | 9           | Prajnesh Gunneswaran | Prajnesh Gunneswaran | 7           | 6           |  |  |              |                      |              |              |              |  |
|  |             | Jason Jung           | Jason Jung           | 5           | 4           |  |  | 9            | Prajnesh Gunneswaran | 6            | 3            | 6            |  |
|  |             | Salvatore Caruso     | Salvatore Caruso     | 5           |             |  |  |              | Salvatore Caruso     | 2            | 6            | 2            |  |
|  | 13          | Paolo Lorenzi        | Paolo Lorenzi        | 4           | r           |  |  |              |                      |              |              |              |  |

### Sezione 10
|  | Primo turno | Primo turno     | Primo turno     | Primo turno | Primo turno |  |  | Ultimo turno | Ultimo turno | Ultimo turno | Ultimo turno | Ultimo turno |  |
|  |             |                 |                 |             |             |  |  |              |              |              |              |              |  |
|  | 10          | Daniel Evans    | Daniel Evans    | 6           | 6           |  |  |              |              |              |              |              |  |
|  |             | Ruben Bemelmans | Ruben Bemelmans | 4           | 4           |  |  | 10           | Daniel Evans | Daniel Evans | 6            | 6            |  |
|  |             | Noah Rubin      | 6               | 3           | 6           |  |  |              | Noah Rubin   | Noah Rubin   | 1            | 1            |  |
|  | 18          | Yannick Maden   | 4               | 6           | 1           |  |  |              |              |              |              |              |  |

### Sezione 11
|  | Primo turno | Primo turno    | Primo turno    | Primo turno | Primo turno |  |  | Ultimo turno | Ultimo turno   | Ultimo turno   | Ultimo turno | Ultimo turno |  |
|  |             |                |                |             |             |  |  |              |                |                |              |              |  |
|  | 11          | Denis Istomin  | Denis Istomin  | 6           | 6           |  |  |              |                |                |              |              |  |
|  | WC          | Evan Song      | Evan Song      | 3           | 4           |  |  | 11           | Denis Istomin  | Denis Istomin  | 6            | 6            |  |
|  |             | Egor Gerasimov | Egor Gerasimov | 6           | 6           |  |  |              | Egor Gerasimov | Egor Gerasimov | 4            | 4            |  |
|  | 19          | Evgeny Donskoy | Evgeny Donskoy | 3           | 3           |  |  |              |                |                |              |              |  |

### Sezione 12
|  | Primo turno | Primo turno              | Primo turno              | Primo turno | Primo turno |  |  | Ultimo turno | Ultimo turno     | Ultimo turno | Ultimo turno | Ultimo turno |  |
|  |             |                          |                          |             |             |  |  |              |                  |              |              |              |  |
|  | 12          | Andrey Rublev            | 2                        | 6           | 6           |  |  |              |                  |              |              |              |  |
|  |             | Kamil Majchrzak          | 6                        | 4           | 4           |  |  | 12           | Andrey Rublev    | 7            | 6            | 0            |  |
|  |             | Adrián Menéndez Maceiras | Adrián Menéndez Maceiras | 4           | 2           |  |  | 23           | Bjorn Fratangelo | 6(1)         | 7            | 6            |  |
|  | 23          | Bjorn Fratangelo         | Bjorn Fratangelo         | 6           | 6           |  |  |              |                  |              |              |              |  |